# کلیسای بازیلیک کومایری
کلیسای بازیلیک کومایری (ارمنی: Կումայրիի բազիլիկ եկեղեցի؛ انگلیسی: Kumayri) یک کلیسا متعلق به کلیسای حواری ارمنی واقع در شهر کومایری، استان شیراک ارمنستان می‌باشد. ساخت و ساز این ساختمان در سده ۷ام میلادی؛ به پایان رسید. این بنا به سبک معماری ارمنی طراحی شده است.

## نگارخانه

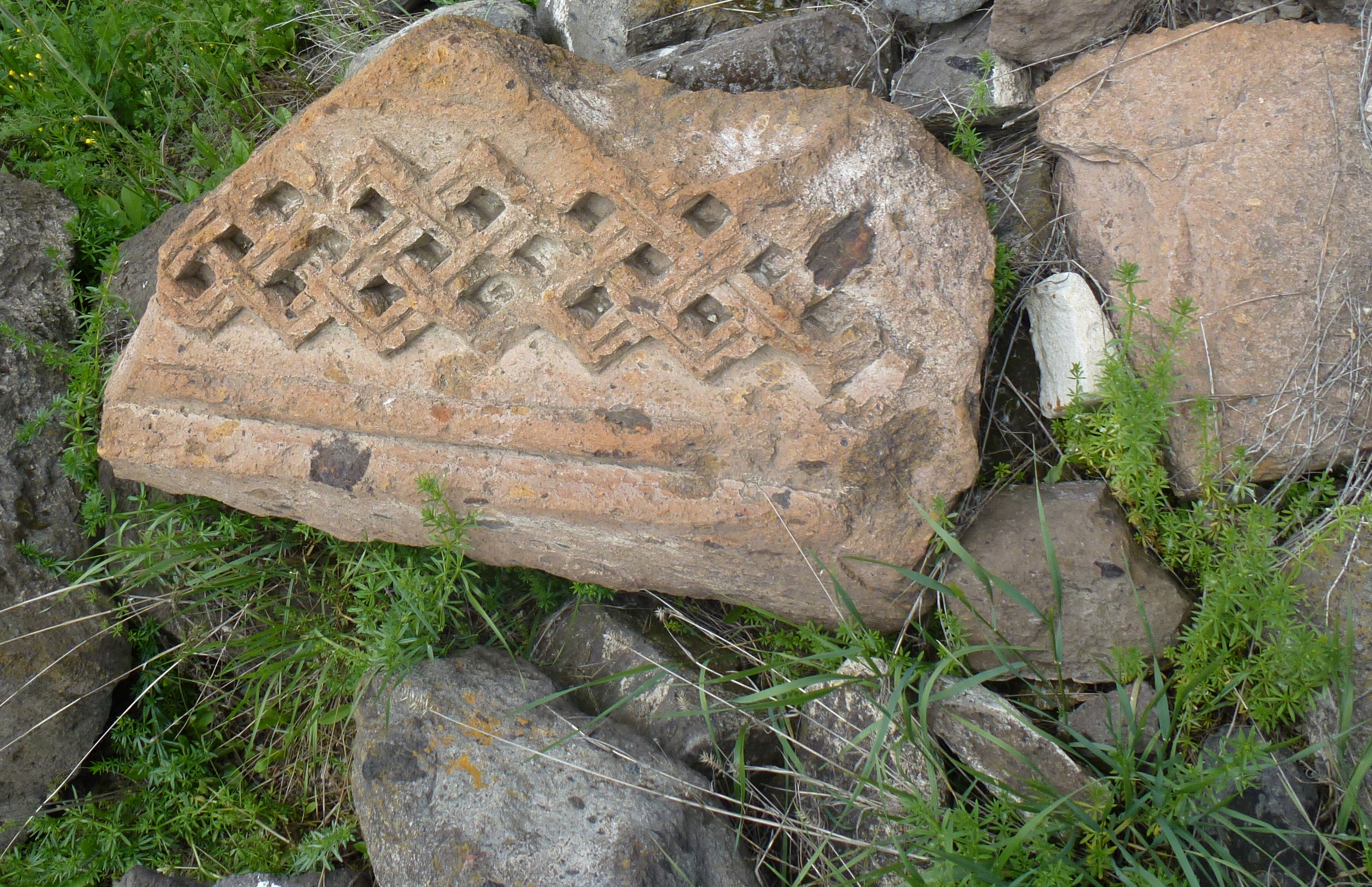
بخش قرنیز
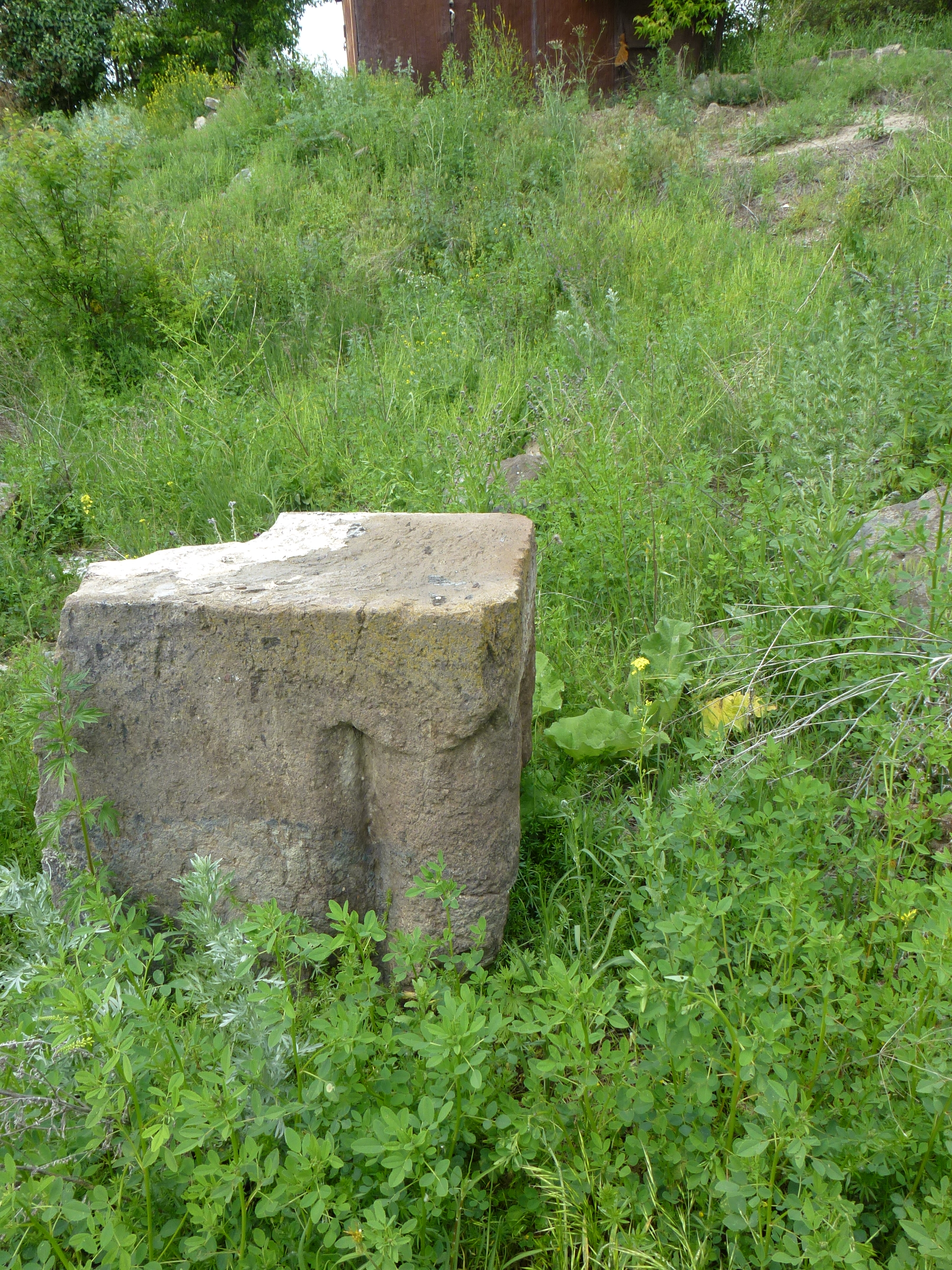
بخش ستون
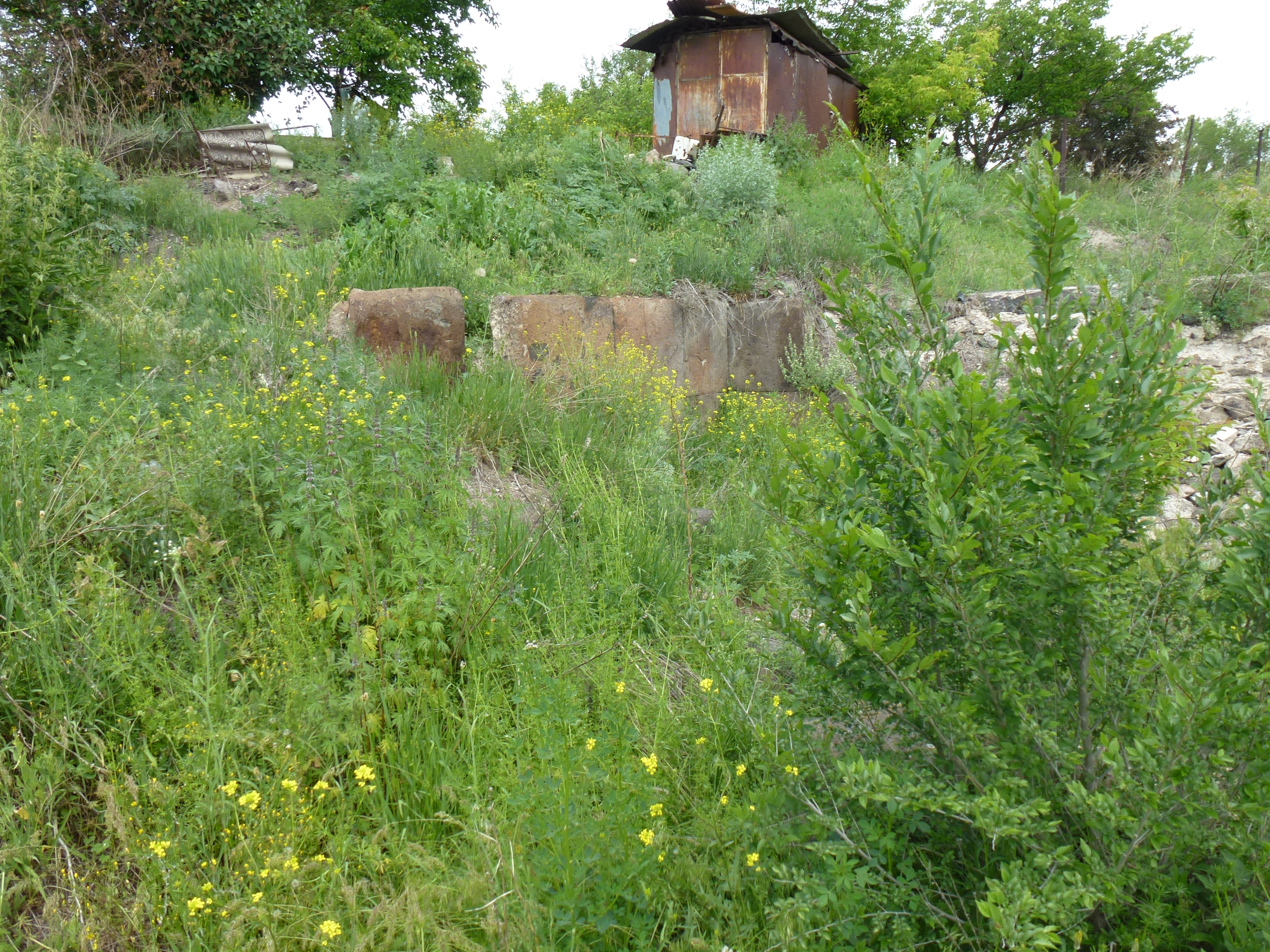
پایه‌های کلیسا
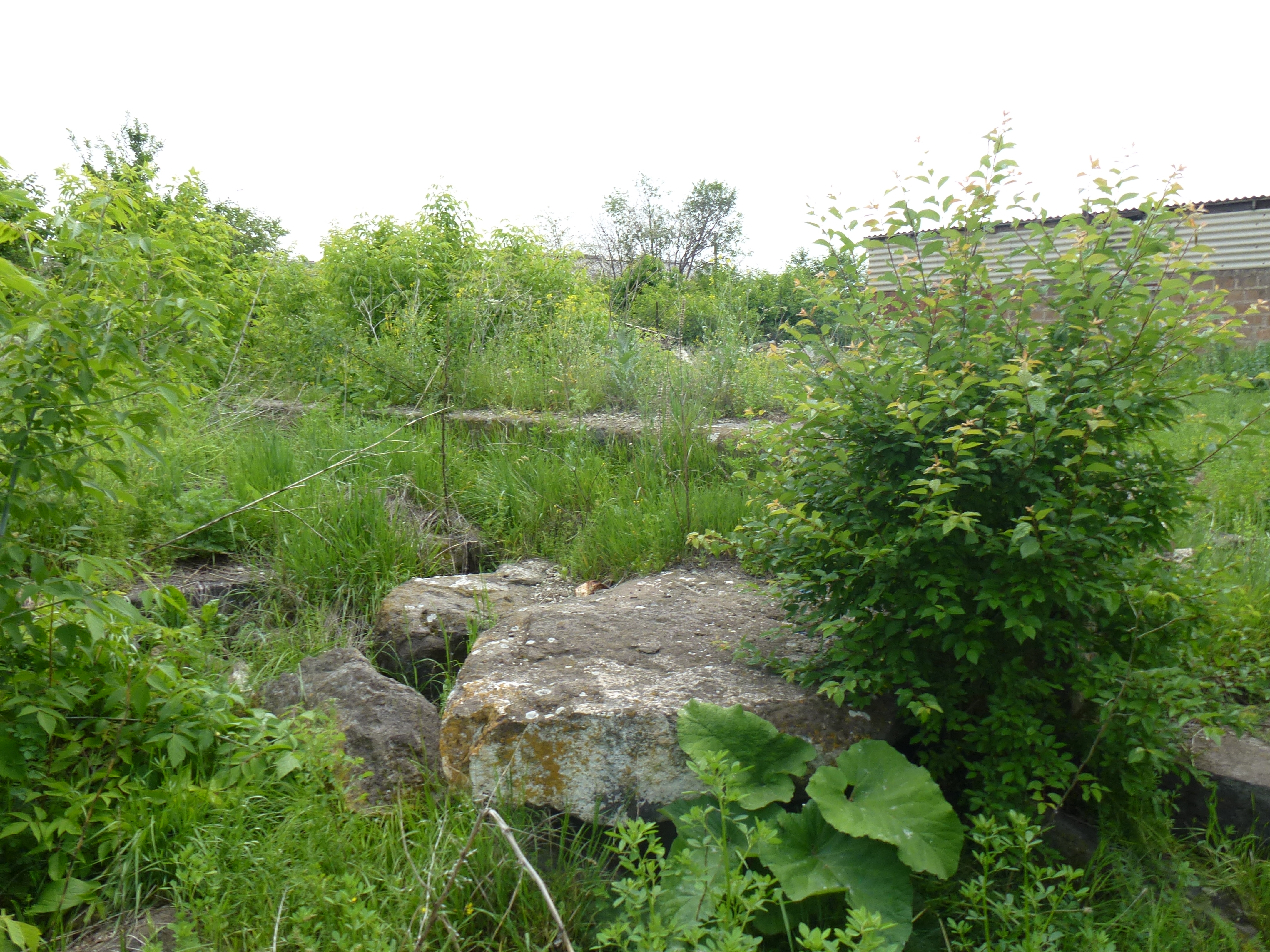
پایه‌های کلیسا
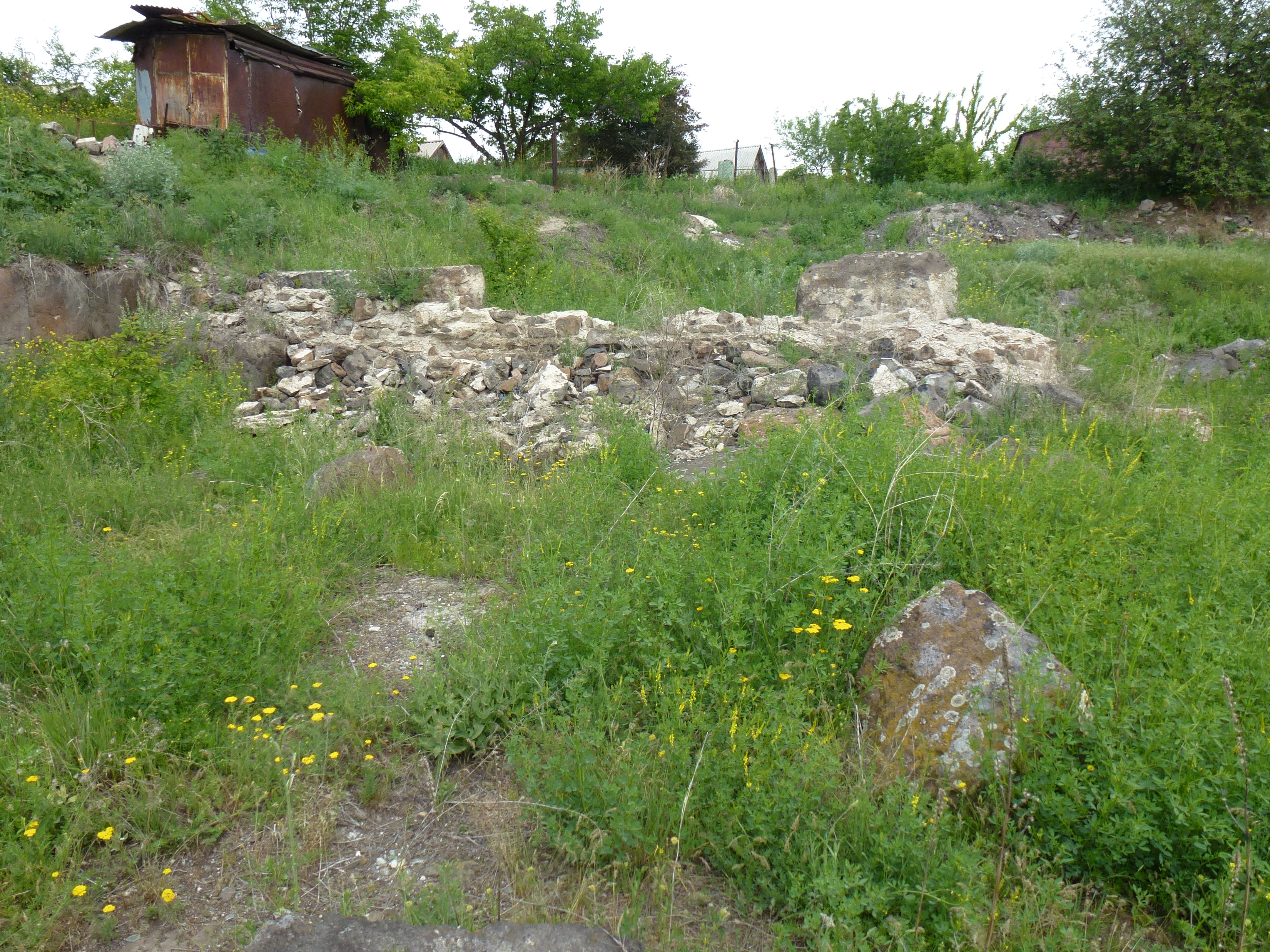
پایه
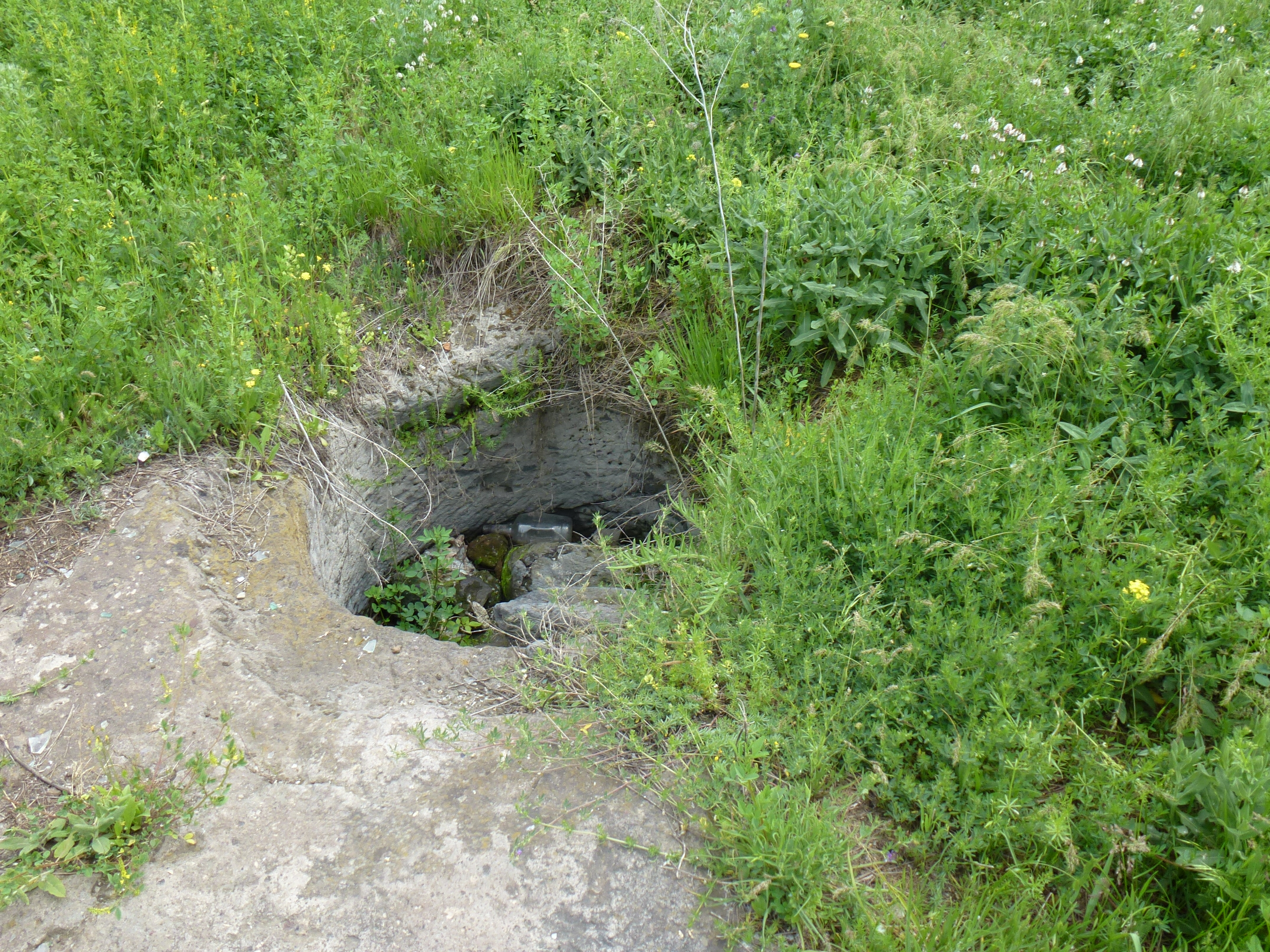
Խոռոչ եկեղեցում